# 賴秋香
賴秋香（1952年—），臺灣省新竹縣客家人，擅長文武小生，現搭班於臺北「飛鳳儀歌劇團」演出。父賴宜和為中壢客家內臺戲班「三義園」小生，母親亦為小生，因家學淵源之故成為陳澄三所經營的麥寮「拱樂社」綁戲囡仔﹝綁年囡仔﹞，五年期間參與童伶班訓練歷經學戲艱辛，學習內容主要是手腳的基本功、打武、刀槍。十六歲時綁期結束，為回報「先生禮」便於「拱樂社」義演半年後出班。後由父親賴宜和引薦搭班於國防部「陸光臺語劇隊」，當時京劇演員張義清為劇團武二花，常指導賴秋香等年輕演員們刀槍、打武、身段﹝穿厚底靴﹞，也學唱京劇曲目，教學嚴格程度更甚「拱樂社」。賴秋香歌仔戲唱唸習自父親賴宜和親自指導，身段則由父親常帶往臺北市國軍文藝中心觀摩京劇演出，再仰賴父親賴宜和親身調教，且劇團每日皆有資深演員任值行官於演戲空檔時指導。十九歲時「陸光臺語劇隊」解散，轉搭班臺北的內臺戲班「寶華興」，期間向呂金虎「呂老虎」學戲，習得《收十二太保》、三國誌《白門樓》﹝即《收呂布》﹞、《夜戰馬超》、《貂蟬弄董卓》等劇齣。之後轉搭羅東「泰明歌劇團」，再向張學武學習《長板坡》，並與苦旦邱蜜「小文」成為最佳生旦搭檔。二十七歲時隨南管戲班「樂聲歌劇團」出國至新加坡演出，一年後回臺再搭班富美「humi」所經營「真明光歌劇團」，後轉搭「新南光歌劇團」、「友聯歌劇團」、「鴻明歌劇團」五、六年，再回搭羅東「泰明歌劇團」四、五年，回臺北轉搭「漢陽歌劇團」。三十三歲時隨「麗娟歌劇團」出國至菲律賓演出，三十七歲左右便搭班「葉麗珠第二團」，該劇團仍相當著重傳統規矩演出。爾後因戲路銳減「葉麗珠第二團」與「葉麗珠三姊妹歌劇團」合併，演出風格較偏胡撇仔風格。五十五歲左右開始擔任起戲班講戲先生。

## 代表作品
- 《收十二太保》《白門樓》《夜戰馬超》《貂蟬弄董卓》
- 《華山救母》《洛神》《周公鬥法桃花女》《新寶蓮燈》
- 《柒煞姻緣之周公鬥法桃花》《天長地久》《白虎殿》
- 《李哪吒收蜘蛛大聖》《清宮秘史》《梁紅玉》
- 《揚州奇案》《包公案－八角琉璃井》《唐宮秘史-太平王》

## 得獎紀錄
- 1977年生角獎  《平貴別窯》  羅東「泰明歌劇團」
- 2000年生配角  《華山救母》  臺北「葉麗珠第二歌劇團」  臺北市文化局舉辦臺北市戲劇(歌仔戲)比賽

## 外部參考
- 賴秋香──影片搜尋[永久]
- 歌仔戲文武小生─賴秋香「舞文弄武，吟詩作對」的人生[永久]
- 葉麗珠三姊妹歌劇團部落格[]